# SummerSlam 2004

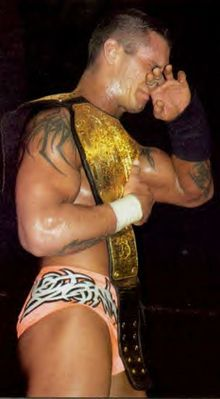
Randy Orton als World Heavyweight Champion na zijn overwinning tegen titelhouder Chris Benoit

SummerSlam (2004) was een professioneel worstel-pay-per-view (PPV) evenement dat georganiseerd werd door WWE voor hun Raw en SmackDown! brands. Het was de 17e editie van SummerSlam en vond plaats op 15 augustus 2004 in het Air Canada Centre in Toronto, Ontario, Canada.
Randy Orton werd de jongste World Heavyweight Champion in de geschiedenis van de WWE, nadat hij titelhouder Chris Benoit versloeg op 24-jarige leeftijd.

## Matches
| Nr. | Match                                                                                          | Winnaar(s)               | Opmerkingen                                                                         | Bron  |
| --- | ---------------------------------------------------------------------------------------------- | ------------------------ | ----------------------------------------------------------------------------------- | ----- |
| 1H  | Rob Van Dam VS. René Duprée                                                                    | Rob Van Dam              | Eén-op-één match. Vooraf opgenomen Heat.                                            | [ 1 ] |
| 2   | The Dudley Boyz (Bubba Ray, D-Von & Spike Dudley) vs. Billy Kidman, Paul London & Rey Mysterio | The Dudley Boyz          | 6-Man Tag Team match                                                                | [ 3 ] |
| 3   | Kane vs. Matt Hardy                                                                            | Kane                     | "Till Death Do Us Part" match.                                                      | [ 3 ] |
| 4   | John Cena vs. Booker T (c)                                                                     | John Cena                | Eén-op-één match. Eerste in the best of five series voor het WWE U.S. Championship. | [ 3 ] |
| 5   | Edge (c) vs. Batista vs. Chris Jericho                                                         | Edge                     | Triple Threat match voor het WWE Intercontinental Championship.                     | [ 3 ] |
| 6   | Kurt Angle (met Luther Reigns) vs. Eddie Guerrero                                              | Kurt Angle               | Eén-op-één match. Angle won door submission                                         | [ 3 ] |
| 7   | Triple H vs. Eugene                                                                            | Triple H                 | Eén-op-één match.                                                                   | [ 3 ] |
| 8   | John "Bradshaw" Layfield (c) (met Orlando Jordan) vs. The Undertaker                           | John "Bradshaw" Layfield | Eén-op-één match voor het WWE Championship. Layfield won door diskwalificatie       | [ 3 ] |
| 9   | Randy Orton vs. Chris Benoit (c)                                                               | Randy Orton (nc)         | Eén-op-één match voor het World Heavyweight Championship.                           | [ 3 ] |